# Мегаррі (гора)
Мегаррі (англ. Mount Meharry) — найвища точка австралійського штату Західна Австралія.

## Географія
Гора розташована в гірському ланцюзі  Мас, в південно-західній частині  Національного парку Кариджіні регіону Пілбара, приблизно в 135 км від міста Уітнум і в 160 км від Том-Прайс. Висота над рівнем моря становить 1253 м.

## Історія
Гору Мегаррі названо на честь  Вільяма Томаса Мегаррі (1912–1967), головного інженера-геодезиста Південної Австралії з 1959 по 1967 роки. Гору було відкрито в 1967 р. експедицією на чолі з  Тревором Марклі. У ній же брав участь і Томас Мегаррі, який виконав розрахунки, які підтвердили, що відкрита гора була вищою точкою Західної Австралії, перевищуючи гору  Брус всього на 15 м.
Після несподіваної смерті Мегаррі 16 травня 1967 р. Номенклатурний дорадчий комітет (нині Комітет географічних назв) рекомендував міністру земель назвати нещодавно відкритий пік на його честь. Ця рекомендація була офіційно виконана 28 липня 1967 р., а 15 вересня 1967 р. назву Мегаррі було опубліковано в урядовій газеті Західної Австралії.
У 1999 р. до Комітету географічних назв звернулася Джина Райнхарт, дочка австралійського магната Ленга Хенкока, з проханням перейменувати гору на його честь. Вона мотивувала свій крок тим, що саме її батько відкрив у регіоні перші родовища  залізної руди. Однак прохання було відхилено. Згодом ідею перейменування лобував і Джордж Галлоп, прем'єр Західної Австралії з 2001 по 2006 рік.

## Виноски
1. ↑  
Highest Mountains (англ.). Australian Government. Geoscience Australia. Архів оригіналу за 29.03.2012. Процитовано 24.02.2011.
2. ↑  Daughter seeks Hancock mountain (англ.). Australian Broadcasting Corporation. Процитовано 25.02.2011. {{cite web}}: Недійсний |deadlink=404 (довідка); Проігноровано невідомий параметр |datepublished= (можливо, |publication-date=?) (довідка)[недоступне посилання з червня 2019]
3. ↑  Call for WA mountain to be renamed after iron ore magnate (англ.). Australian Broadcasting Corporation. Процитовано 12 квітня 2009. {{cite web}}: Недійсний |deadlink=404 (довідка); Проігноровано невідомий параметр |datepublished= (можливо, |publication-date=?) (довідка)[недоступне посилання з червня 2019]